# Камплиця
Кампли́ця —  село в Україні, у Зміївській міській громаді Чугуївського району Харківської області. Населення становить 114 осіб. До 2020 орган місцевого самоврядування — Задонецька сільська рада.

## Географія
Село Камплиця знаходиться на лівому березі річки Сіверський Донець, вище за течією на відстані 2,5 км розташоване селище Курортне, нижче за течією примикає село Задонецьке, на протилежному березі розташовані місто Зміїв та селище Зідьки. Русло річки звивисте, утворює багато лиманів і озер. Село оточене великим лісовим масивом (сосна), на березі річки і в лісі багато дитячих таборів і будинків відпочинку.

## Історія
1680 — дата заснування.
12 червня 2020 року, відповідно до Розпорядження Кабінету Міністрів України  № 725-р «Про визначення адміністративних центрів та затвердження територій територіальних громад Харківської області», увійшло до складу Зміївської міської громади.
19 липня 2020 року, в результаті адміністративно-територіальної реформи та ліквідації Зміївського району, село увійшло до складу Чугуївського району Харківської області.

## Населення

### Мова
Розподіл населення за рідною мовою за даними перепису 2001 року:
| Мова       | Кількість | Відсоток |
| ---------- | --------- | -------- |
| українська | 101       | 88.6%    |
| російська  | 13        | 11.4%    |
| Усього     | 114       | 100%     |

## Економіка
- Гідрокар'єр.